# 拉尔达罗
拉尔达罗（義大利語：Lardaro），曾是意大利特伦托自治省的一个市镇。总面积10平方公里，人口207人，人口密度20.7人/平方公里（2009年）。ISTAT代码为022100。
2016年1月1日，邦多、布雷古佐、拉尔达罗、龙科内等四个市镇合并为新的市镇塞拉朱迪卡列。